# Some Time in New York City
Some Time in New York City a fost lansat în 1972 și este al treilea album post-Beatles al lui John Lennon , al cincilea cu Yoko Ono și al treilea cu producătorul Phil Spector . Fiind un album "Lennon & Ono" și fiind promovat de un single controversat , Some Time in New York City nu a avut succesul pe care l-au avut precedentele două discuri ale lui Lennon Plastic Ono Band și Imagine . 

## Tracklist

### Disc 1 (studio)
1. "Woman Is The Nigger of The World" ( John Lennon , Yoko Ono ) (5:15)
2. "Sisters O Sisters" ( Yoko Ono ) (3:46)
3. "Attica State" ( John Lennon , Yoko Ono ) (2:54)
4. "Born in a Prison" ( Yoko Ono ) (2:03)
5. "New York City" ( John Lennon ) (4:30)
6. "Sunday Bloody Sunday" ( John Lennon , Yoko Ono ) (5:00)
7. "The Luck of The Irish" ( John Lennon , Yoko Ono ) (2:56)
8. "John Sinclair" ( John Lennon ) (3:28)
9. "Angela" ( John Lennon , Yoko Ono ) (4:06)
10. "We're All Water" ( Yoko Ono ) (7:11)

### Disc 2 (live jam)
1. "Cold Turkey" ( John Lennon ) (8:35)
2. "Don't Worry Kyoko" ( Yoko Ono ) (16:01)
3. "Well (Baby Please Don't Go)" ( Walter Ward ) (4:41)
4. "Jamrag" ( John Lennon , Yoko Ono ) (5:36)
5. "Scumbag" ( John Lennon , Yoko Ono , Frank Zappa ) (4:08)
6. "Aü" ( John Lennon , Yoko Ono ) (6:23)

## Single-uri
- "Woman Is The Nigger of The World" (1972)
- "Sisters O Sisters" (1972)